# Geoffrey Rush

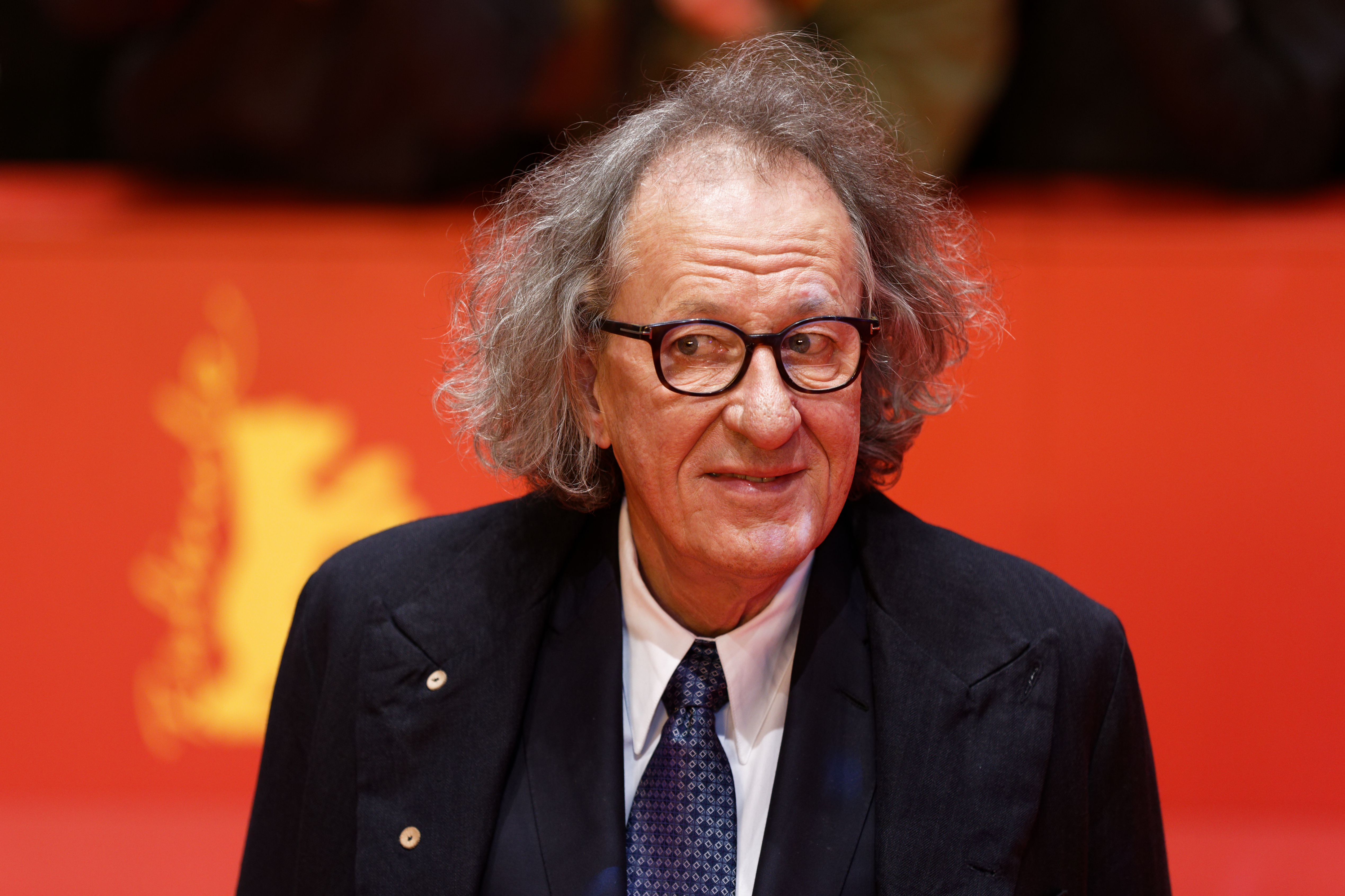
Geoffrey Rush (2017)

Geoffrey Roy Rush AC (* 6. Juli 1951 in Toowoomba, Queensland) ist ein australischer Schauspieler und Oscarpreisträger. Mit dem preisgekrönten Film Shine gelang ihm 1996 der internationale Durchbruch.

## Leben
Rush ist das einzige Kind von Roy Rush, einem Buchhalter (mit britischen Wurzeln), und Merle Rush, einer Verkäuferin (mit deutschen Wurzeln). Seine ersten Erfolge feierte er auf Theaterbühnen, bevor er sich dem Film zuwandte. Dort ist der hagere, großgewachsene Mann auf Charakterrollen spezialisiert. So stellte er in Shine den begnadeten Pianisten David Helfgott dar, der auf Grund einer schizoaffektiven Störung zwischen Genie und Wahnsinn schwankte.
In Elizabeth gab er gleichermaßen eindrucksvoll den verschlagenen, bisexuellen Geheimdienstchef Walsingham der „jungfräulichen“ Königin Elisabeth I., um im selben Jahr in Shakespeare in Love vor einem ähnlichen historischen Hintergrund einen schmierigen Theaterproduzenten zu verkörpern. 2000 spielte er in Quills – Macht der Besessenheit die Rolle des Marquis de Sade. In  München zeigte er 2005 in der Rolle eines skrupellosen und zynischen Mossad-Agenten eine differenzierte Charakterstudie und 2001 in Boormans Der Schneider von Panama frei nach John le Carré in ganz anderer Weise die Titelfigur als fadenscheinige Quelle für einen Nachrichtendienst.
Auch in Blockbustern wie Jerry Bruckheimers Piratenfilm Fluch der Karibik bewies Rush als finsterer, verfluchter Piratenkapitän sein Talent. Seiner Darstellung des Ausnahmeschauspielers Peter Sellers in The Life and Death of Peter Sellers bescheinigten die Kritiker ebenfalls großes Können.
Weiter arbeitete er mit Regisseuren und Autorenfilmern wie Bille August, Julie Taymor, John Madden, Shekhar Kapur, Philip Kaufman, Australiern wie Russell Mulcahy, Gillian Armstrong oder Scott Hicks, und mit Steven Spielberg und Gore Verbinski.
In dem vierfach oscar-preisgekrönten Film The King’s Speech (2010) verkörperte er den Sprachtrainer von König Georg VI., dessen unorthodoxe Methoden sensationellen Erfolg zeigten.
2011 wurde Geoffrey Rush zum Präsidenten der neu gegründeten Australian Academy of Cinema and Television Arts ernannt. Rush ist seit 1988 mit der Schauspielerin Jane Menelaus verheiratet und hat mit ihr zwei Kinder.

## Filmografie (Auswahl)
- 1995: Dad and Dave
- 1996: Shine – Der Weg ins Licht (Shine)
- 1997: Oscar und Lucinda (Oscar and Lucinda)
- 1998: Les Miserables
- 1998: Elizabeth
- 1998: Shakespeare in Love
- 1998: Zum Teufel mit der Seele (A Little Bit of Soul)
- 1999: Mystery Men
- 1999: Haunted Hill
- 2000: Quills – Macht der Besessenheit (Quills)
- 2000: Der Zauberpudding (The Magic Pudding, Stimme)
- 2001: Lantana
- 2001: Der Schneider von Panama (The Tailor of Panama)
- 2002: Frida
- 2002: Groupies Forever (The Banger Sisters)
- 2003: Gegen den Strom (Swimming Upstream)
- 2003: Gesetzlos – Die Geschichte des Ned Kelly (Ned Kelly)
- 2003: Findet Nemo (Finding Nemo, Stimme)
- 2003: Fluch der Karibik (Pirates of the Caribbean: The Curse of the Black Pearl)
- 2003: Ein (un)möglicher Härtefall (Intolerable Cruelty)
- 2003: Harvie Krumpet (Stimme)
- 2004: The Life and Death of Peter Sellers
- 2005: München (Munich)
- 2006: Candy – Reise der Engel (Candy)
- 2006: Pirates of the Caribbean – Fluch der Karibik 2 (Pirates of the Caribbean: Dead Man’s Chest)
- 2007: Pirates of the Caribbean – Am Ende der Welt (Pirates of the Caribbean: At World’s End)
- 2007: Elizabeth – Das goldene Königreich (Elizabeth: The Golden Age)
- 2009: Bran Nue Dae
- 2010: Die Legende der Wächter (Legend of the Guardians: The Owls of Ga’Hoole, Stimme)
- 2010: The King’s Speech
- 2010: The Warrior’s Way
- 2010–2012: Lowdown (Fernsehserie, Stimme)
- 2011: Pirates of the Caribbean – Fremde Gezeiten (Pirates of the Caribbean – On Stranger Tides)
- 2011: Green Lantern (Stimme)
- 2011: Im Auge des Sturms (The Eye of the Storm)
- 2013: The Best Offer – Das höchste Gebot (La migliore offerta)
- 2013: Die Bücherdiebin (The Book Thief)
- 2015: Die Wildente (The Daughter)
- 2015: Minions (Stimme)
- 2015: Holding the Man
- 2016: Gods of Egypt
- 2017: Genius (Fernsehserie)
- 2017: Final Portrait
- 2017: Pirates of the Caribbean: Salazars Rache (Pirates of the Caribbean: Dead Men Tell No Tales)
- 2019: Storm Boy

## Auszeichnungen
- Anlässlich des Australia Day 2012 wurde Geoffrey Rush als Australian of the Year in Canberra ausgezeichnet.
- 2017 wurde ihm die Berlinale Kamera der 67. Internationalen Filmfestspiele Berlin zuerkannt.

Academy Awards (Oscar)
Nominierungen:

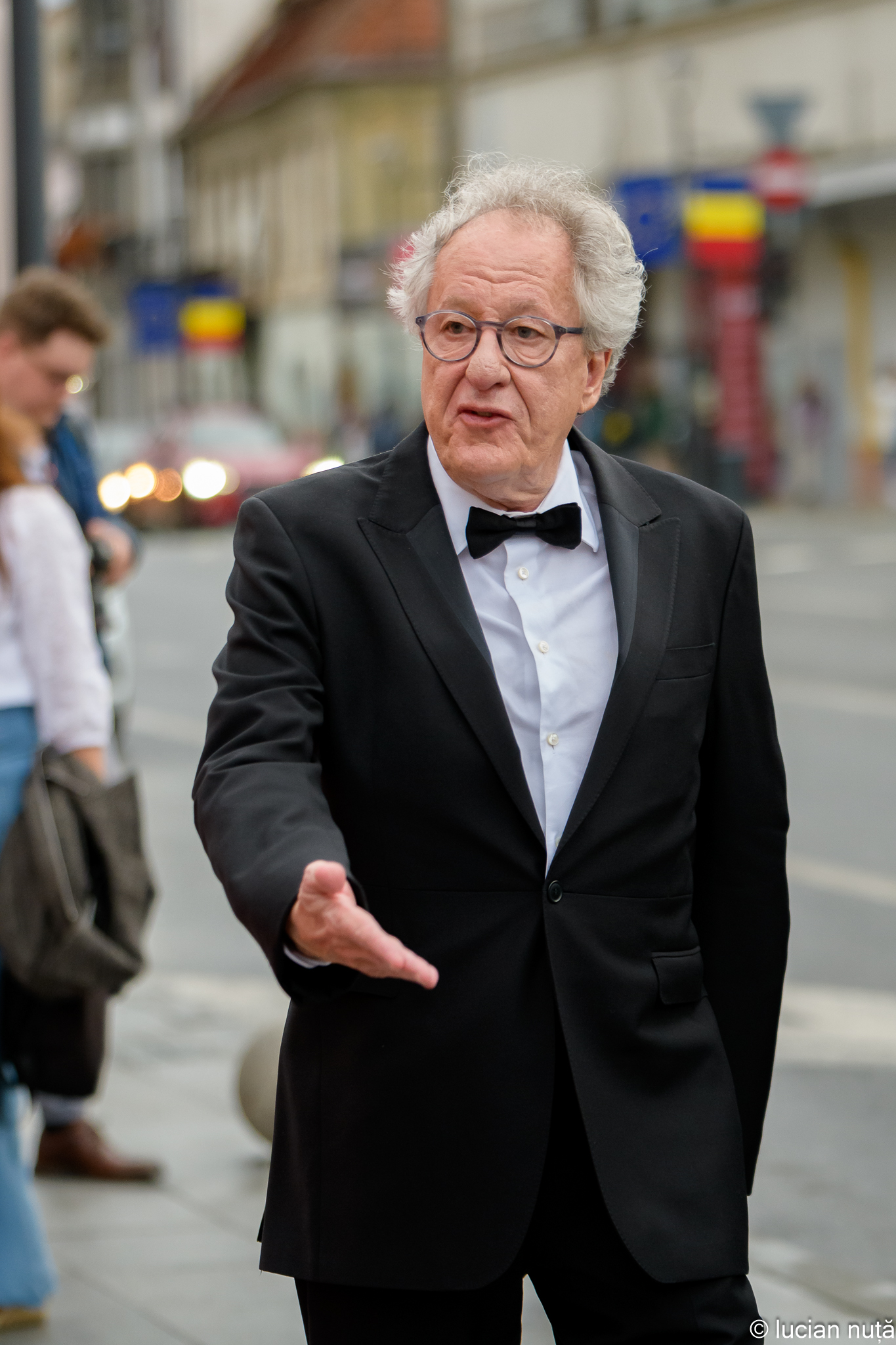
Geoffrey Rush (2023)

- 1999: Bester Nebendarsteller: Shakespeare In Love
- 2001: Bester Hauptdarsteller: Quills – Macht der Besessenheit
- 2011: Bester Nebendarsteller: The King’s Speech

Gewonnen:
- 1997: Bester Hauptdarsteller: Shine – Der Weg ins Licht

Golden Globe Awards
Nominierungen:
- 1999: Bester Nebendarsteller: Shakespeare In Love
- 2001: Bester Hauptdarsteller – Drama: Quills – Macht der Besessenheit
- 2011: Bester Nebendarsteller: The King’s Speech

Gewonnen:
- 1997: Bester Hauptdarsteller – Drama: Shine – Der Weg ins Licht
- 2004: Bester Hauptdarsteller – Mini-Serie oder Fernsehfilm: The Life And Death Of Peter Sellers

BAFTA Award
Nominierungen:
- 1999: Bester Nebendarsteller: Elizabeth
- 2001: Bester Hauptdarsteller: Quills – Macht der Besessenheit

Gewonnen:
- 1997: Bester Hauptdarsteller: Shine – Der Weg ins Licht
- 1999: Bester Nebendarsteller: Shakespeare In Love
- 2011: Bester Nebendarsteller: The King’s Speech

Emmy
Gewonnen:
- 2005: Bester Hauptdarsteller – Mini-Serie oder Fernsehfilm: The Life And Death Of Peter Sellers

Sitges Festival Internacional de Cinema Fantàstic de Catalunya
Gewonnen:
- 2024: Bester Schauspieler für The Rule of Jenny Penn gemeinsam mit John Lithgow[1]